# Chiesa di Santa Maria dell'Itria (Milazzo)

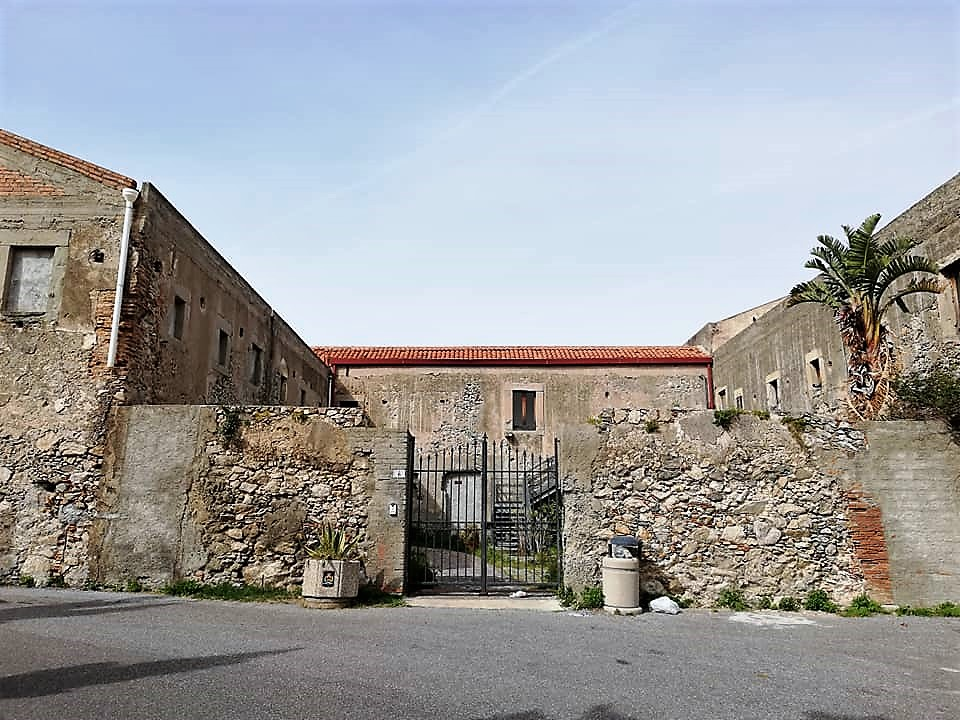
Prospetto sud.

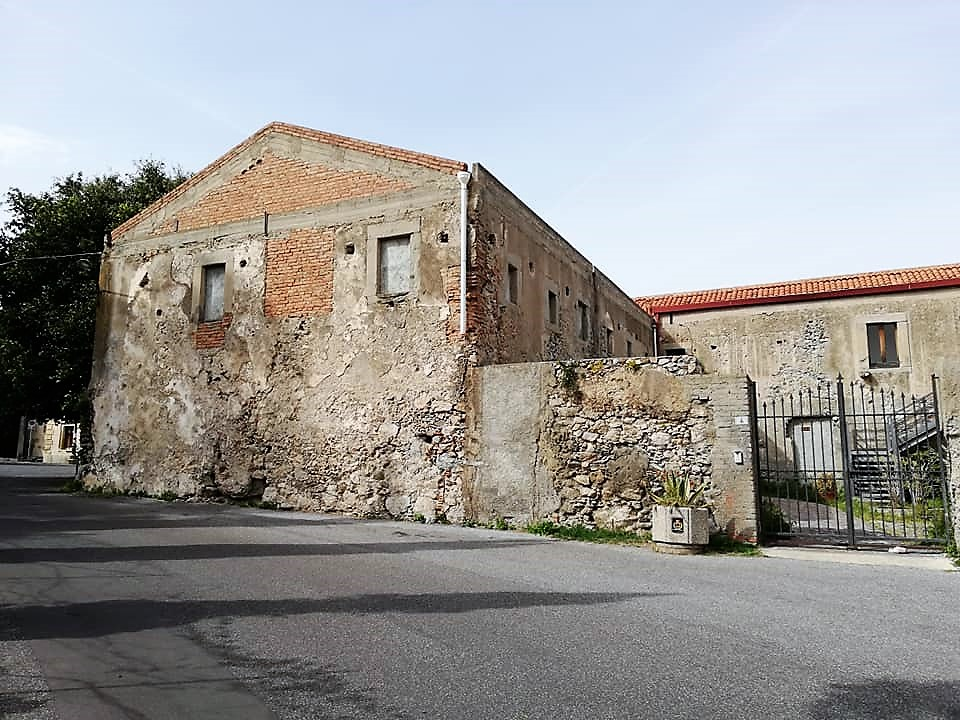
Prospetto sud.

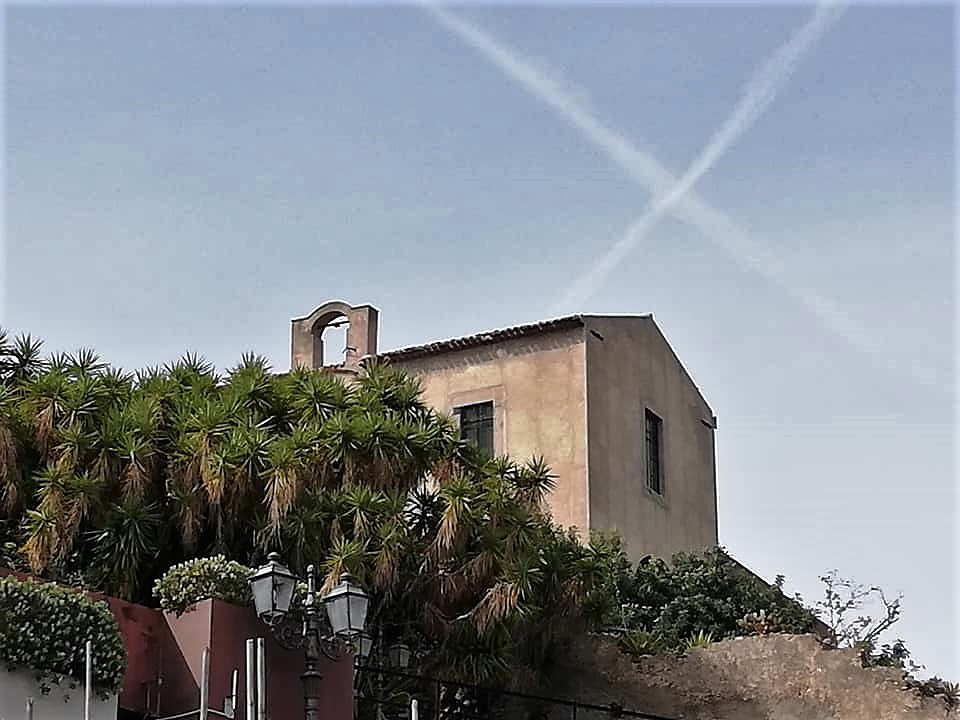
Prospetto est.

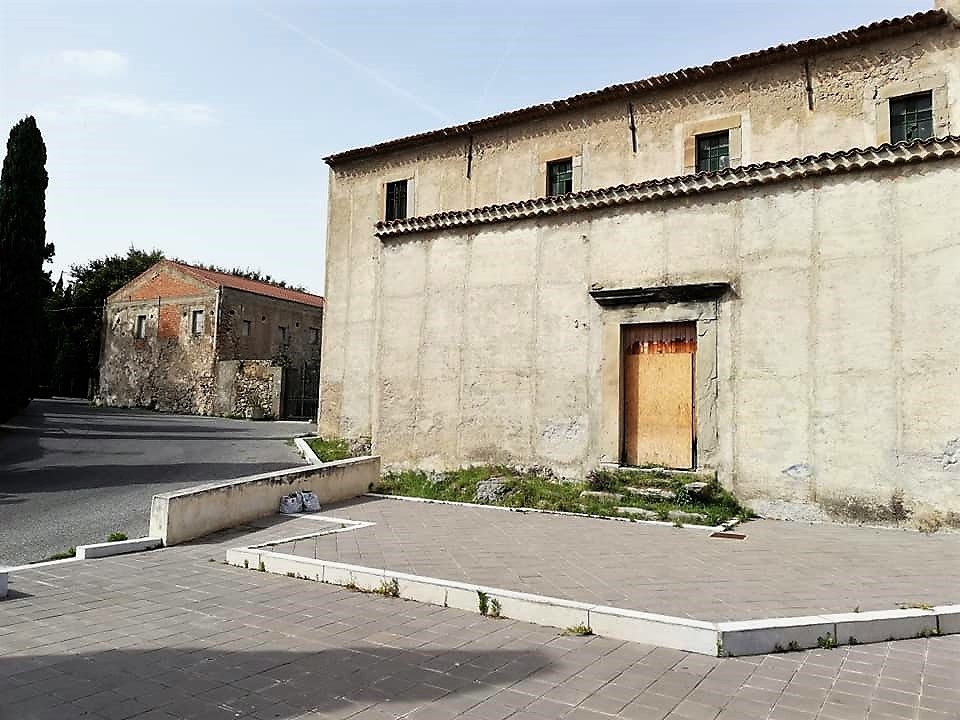
Fianco sud chiesa.

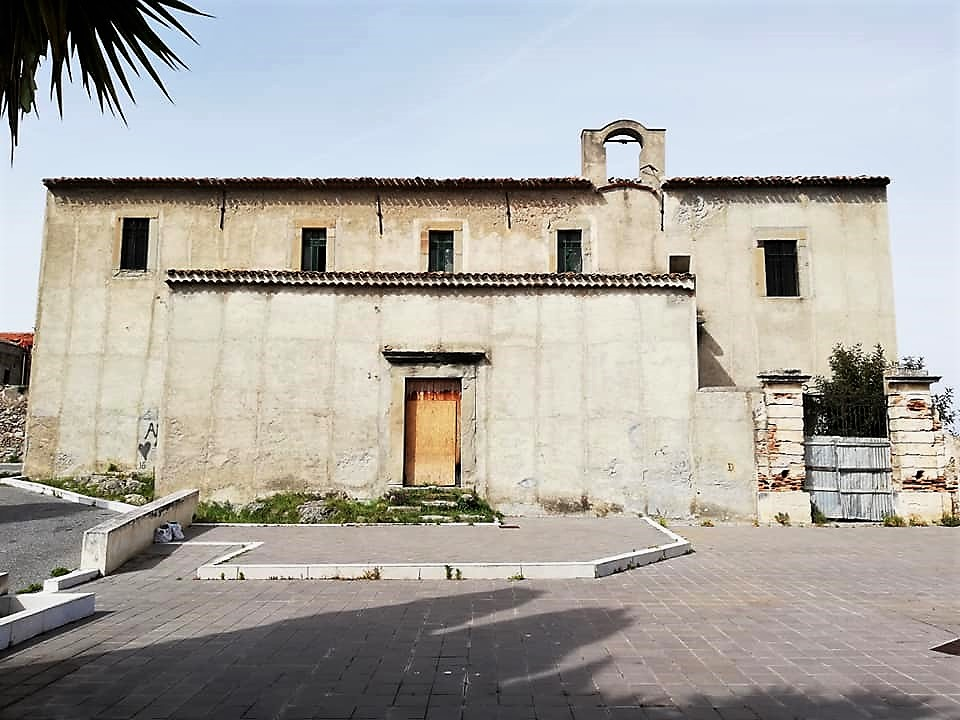
Fianco sud chiesa.

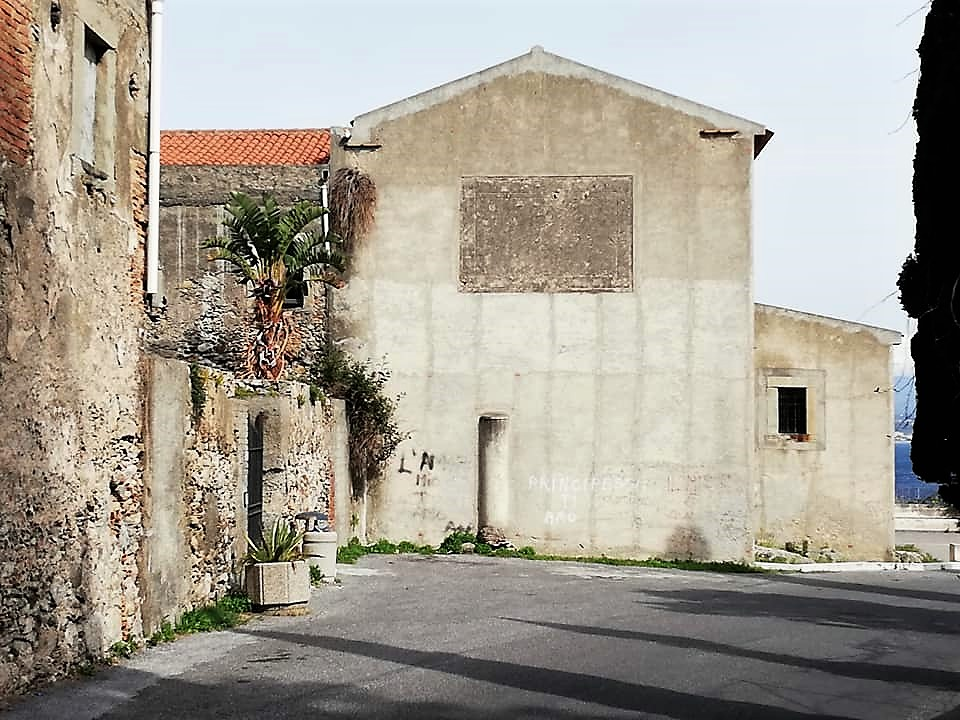
Abside.

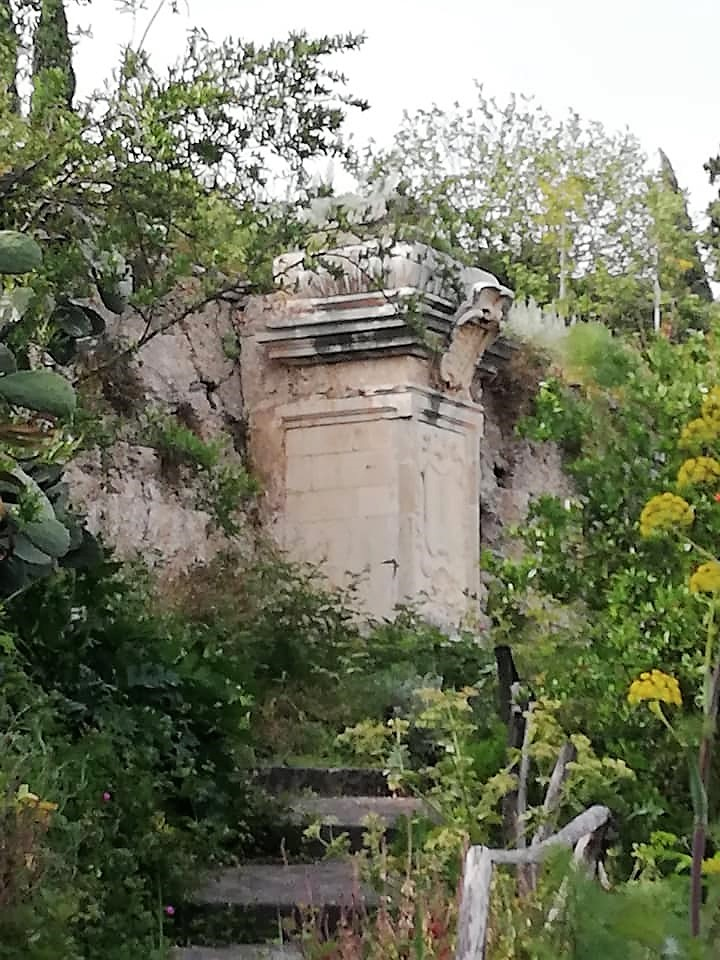
Sepolcro.

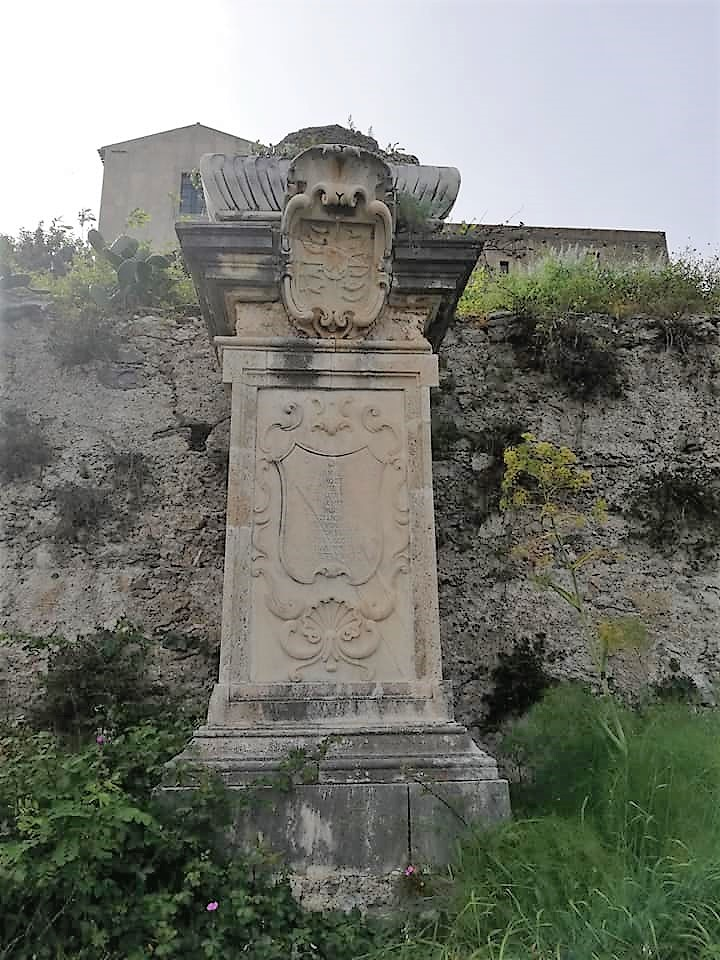
Sepolcro.

La chiesa di Santa Maria dell'Itria e il convento dell'Ordine dei frati minori cappuccini costituiscono un aggregato religioso sconsacrato, polo monumentale altrimenti noto come primitivo complesso dei Cappuccini sotto il titolo della Madonna Odigitria; gli edifici sorgono accanto al cimitero cittadino su un'altura posta a levante che domina la località Croce di Mare di Milazzo.

## Storia

### Epoca spagnola
Il 20 di gennaio del 1580 i religiosi dell'Ordine dei frati minori cappuccini giunti a Milazzo, delimitarono l'area e piantarono la croce vicino alla chiesetta di San Rocco, sulle balze lungo il crinale fortificato che conduceva al castello, sotto il Fortino dei Castriciani.
All'iniziativa seguì l'immediata opposizione dei religiosi dell'Ordine dei Minimi di San Francesco di Paola, che avevano il loro convento nella zona. Pertanto, col fine di evitare annose questioni, il Senato della Città di Milazzo concesse ai frati cappuccini il Poggio, una zona ubicata fuori le mura cittadine, dove nel 1575 era stata già edificata una piccola chiesa di rito greco dedicata alla Madonna dell'Itria o Odigitria.
Al luogo di culto fu affiancato il primitivo convento dell'Ordine. Il complesso a ridosso delle mura si affaccia sulla località denominata Croce di Mare della contrada Vaccarella. Per la presenza dell'istituzione il tratto di litorale fu denominato Costa de' Cappuccini. Tre mezzelune, poderosi baluardi protettivi, furono erette a difesa della Cortina dei Cappuccini, dei quartieri adiacenti e del porto.
Negli anni 1663 - 1666 fra Placido da Condrò e fra Leonardo della Rocca costruirono e perfezionarono la nuova chiesa dedicata all'Assunta o Santa Maria della Selva, costruzione ad unica navata con tre cappelle a destra e due a sinistra.

### Epoca borbonica - unitaria
Durante gli eventi garibaldini del 1860 l'aggregato monumentale fu requisito per essere trasformato in accampamento militare.

## Interno
Impianto a navata unica. 

### Parete destra
- Prima campata: Cappella della Madre di Dio. Sull'altare è documentato il quadro della Madre di Dio o Nuestra Señora de los Desamparados de Valencia, quadro commissionato dalla comunità valenciana.
- Seconda campata: Cappella del Beato Felice. Altare dedicato al San Felice da Cantalice, frate cappuccino.
- Terza campata: Cappella della Vergine. Altare dedicato alla Madonna col Bambino raffigurata con San Giovanni Evangelista ed altri Santi.

### Parete sinistra
- Prima campata: Cappella del Santissimo Crocifisso.
- Seconda campata: varco.
- Terza campata: Cappella della Madonna degli Angeli. Sull'altare è documentato il quadro raffigurante Santa Maria degli Angeli ritratta fra San Francesco d'Assisi e Santa Chiara, lavoro del pittore messinese Antonino Gaetano, figlio di Paolo Gaetano, allievo dell'olandese Abramo Casembrot e di Barbalonga, nato nel 1630 e morto nel 1710.

## Opere documentate
- XVII secolo, Trittico, opera di Onofrio Gabrieli documentata sull'altare maggiore costituito dai seguenti pannelli su tela:[6]
  - Assunta, pannello centrale;
  - Santa Caterina d'Alessandria, pannello laterale;
  - Santa Lucia, pannello laterale;
  - Eterno Padre, pannello della cimasa (elemento disperso).
- XVII secolo, Bottega di San Giuseppe, olio su tela, opera di Onofrio Gabrieli.[6]
- 1584, Santa Maria degli Angeli raffigurata tra San Francesco d'Assisi e Santa Chiara, olio su tela autografo con la dicitura "Scipio Gaietanus faciebat 1584 Romae", opera di Scipione Pulzone.[6]
- XVIII secolo, Crocifisso, scultura in legno policromo.[6]
- XVII secolo, San Felice da Cantalice, statua policroma.[6]

- 1676, Nuestra Señora de los Desamparados o Vergine degli Abbandonati, dipinto su tela, proveniente dal terzo altare di sinistra dell'antica chiesa dei Cappuccini, dono degli residenti a Milazzo appartenenti alla Comunità Valenciana della Nazione Spagnola. La Virgen de los Desamparados è venerata nella basilica omonima di Valencia.[7]
- ?, Madonna Odegitria, olio su tela.[7]
- XVIII secolo primo decennio, Sant'Antonio col Bambino, olio su tela di anonimo autore.[7]
- XVIII secolo, San Bonaventura da Bagnoregio, olio su tela di anonimo autore.[7]
- XVII secolo, Custodia del Santissimo Sacramento, manufatto ligneo con intarsi in madreperla.[7]

Altro:
- XVI secolo, Madonna, statua in alabastro di scuola gaginesca.
- XVII secolo, San Michele, Beato Bernardo da Corleone, Ultima Cena, dipinti, opere in seguito trasferite nella chiesa dell'Immacolata Concezione.

## Cripta
Luogo deputato alla sepoltura dei religiosi.
Sepolture documentate nel luogo di culto:
- † 1564, Sepoltura di don Costantino D'Amico.[8]
- † 1719, Targa commemorativa di Gerolamo Massimiliano zum Jungen.[9][10]
- † 1765, Sepoltura di Agata Gravina Cottone, principessa di Palagonia, consorte di Ignazio Gravina ministro di Carlo III di Borbone.[8]
- † 1782, Sepoltura di don Saverio D'Amico Lucifero.[8]

## Convento dei Cappuccini
Istituzione canonica: 1577. Le strutture furono ingrandite nel 1615 e nel 1690. Il convento fu a lungo luogo di studio. In epoca garibaldina fu adibito ad ospedale da campo.
Con l'emanazione delle leggi eversive e la soppressione degli Ordini religiosi del 1866, il convento passò al Comune, insieme all'Orto e alla Selva de' Cappuccini che furono adibiti a cimitero comunale.
Il convento ultimamente è stato restaurato ed è sede di uffici comunali.

## Croce di Mare
Spiaggia di "Croce di Mare" antica località balneare, da qui ha inizio la costa rocciosa di Capo Milazzo.

## Sepoltura Gerolamo Massimiliano zum Jungen
Comandante della Piazzaforte di Milazzo durante la Guerra della Quadruplice Alleanza il barone Gerolamo Massimiliano zum Jungen nipote del generale Johann Hieronymus von Jungen. Capitano delle truppe austriache caduto il 22 gennaio 1719 all'età di 21 anni.
Benché ricordato nel vicino luogo di culto, lo zio fece erigere il monumento nella Selva dei Cappuccini, al di fuori della Cortina, in quanto professavano la fede luterana.

## Cimitero
- 1885 - 1887, All'interno della Selva dei Cappuccini è ricavato il cimitero comunale di Milazzo.

## Galleria d'immagini
Pitture e manufatti lignei trasferiti nella chiesa di Nostra Signora del Santo Rosario